# Bantú

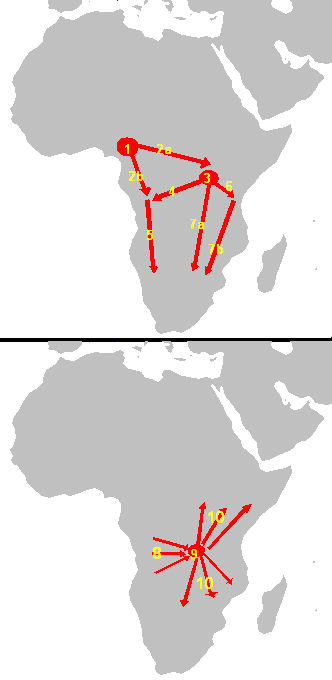
Fases de la expansión bantú:
1. = 3000 - 1500 a. C. origen
2 = 1500 a. C. primeras migraciones
2.a = Bantú del este, 2.b = Bantú del oeste
3. = 1000 - 500 a. C. Núcleo Uruwe de Bantúes del este
4. - 7. Avance hacia al sur
9. = 500 a. C. - 0 Núcleo del Congo
10. = 0 - 1000 d. C. última fase.

El término bantú refiere al complejo lingüístico originario de los valles centrales de Nigeria y su frontera con Camerún, y que tras una expansión en el holoceno tardío de unos dos milenios, se convirtió en la mayor familia lingüística de África. Por extensión se denomina bantú a cualquier individuo o pueblo que tiene por idioma principal alguna de las 556 variantes de lenguas bantúes. En todos los casos la condición de bantú refiere a una categoría lingüística y no étnica, pues los patrones culturales de los hablantes de bantú son extremadamente diversos.
Uno de cada tres africanos habla una o más lenguas bantúes según estudios y estimaciones que cifran en al menos 310 millones la cantidad de bantúes en el continente. Dejando fuera a los hablantes de bantú en la diáspora, la familia de lenguas bantúes se consolidó en África central, oriental y meridional. En su conjunto el África bantú abarca no menos de veinticuatro países: Angola, Botsuana, Burundi, Camerún, República Centroafricana, Congo-Brazzaville, Congo-Kinshasa, Guinea Ecuatorial, Gabón, Kenia, Lesoto, Malaui, Mozambique, Namibia, República Democrática del Congo, Ruanda, Somalia, Sudáfrica, Sudán del Sur, Suazilandia, Tanzania, Uganda, Zambia y Zimbabue.
Es aceptado entre lingüistas en general que los idiomas bantúes formaban dos grandes bloques: el occidental, principalmente localizado en las regiones de la selva ecuatorial, y el oriental, cuyas migraciones fueron posteriores, que se extendía desde Uganda al Cabo. Entre los más característicos figuran, de norte a sur, los fang, bakuba, baluba, lingala, bakongo, hutus, baganda, kikuyus, tongas, bechuanas, hereros, swazi, sotho, zulúes y xhosa, entre otros.
La gran extensión en África del complejo lingüístico-cultural bantú y su gran cantidad de hablantes se debe a un controvertido proceso históricamente conocido como expansión bantú, originado en el área centro-occidental africana y dirigido hacia el este y el sur del continente. Este proceso se habría desencadenado hacia el 500 d. C., extendiéndose durante más de mil años.
Hasta hace poco tiempo se creía que los pueblos que hablaban lenguas bantúes se habían impuesto fácilmente a otros pueblos tecnológicamente menos organizados ya que estaban equipados con armas de hierro y practicaban una agricultura intensiva. Pero la arqueología está demostrando que este modelo difusionista es incorrecto, ya que la metalurgia del hierro era conocida previamente en muchas de las áreas por donde se expandieron las lenguas bantúes.

## Lenguas bantúes

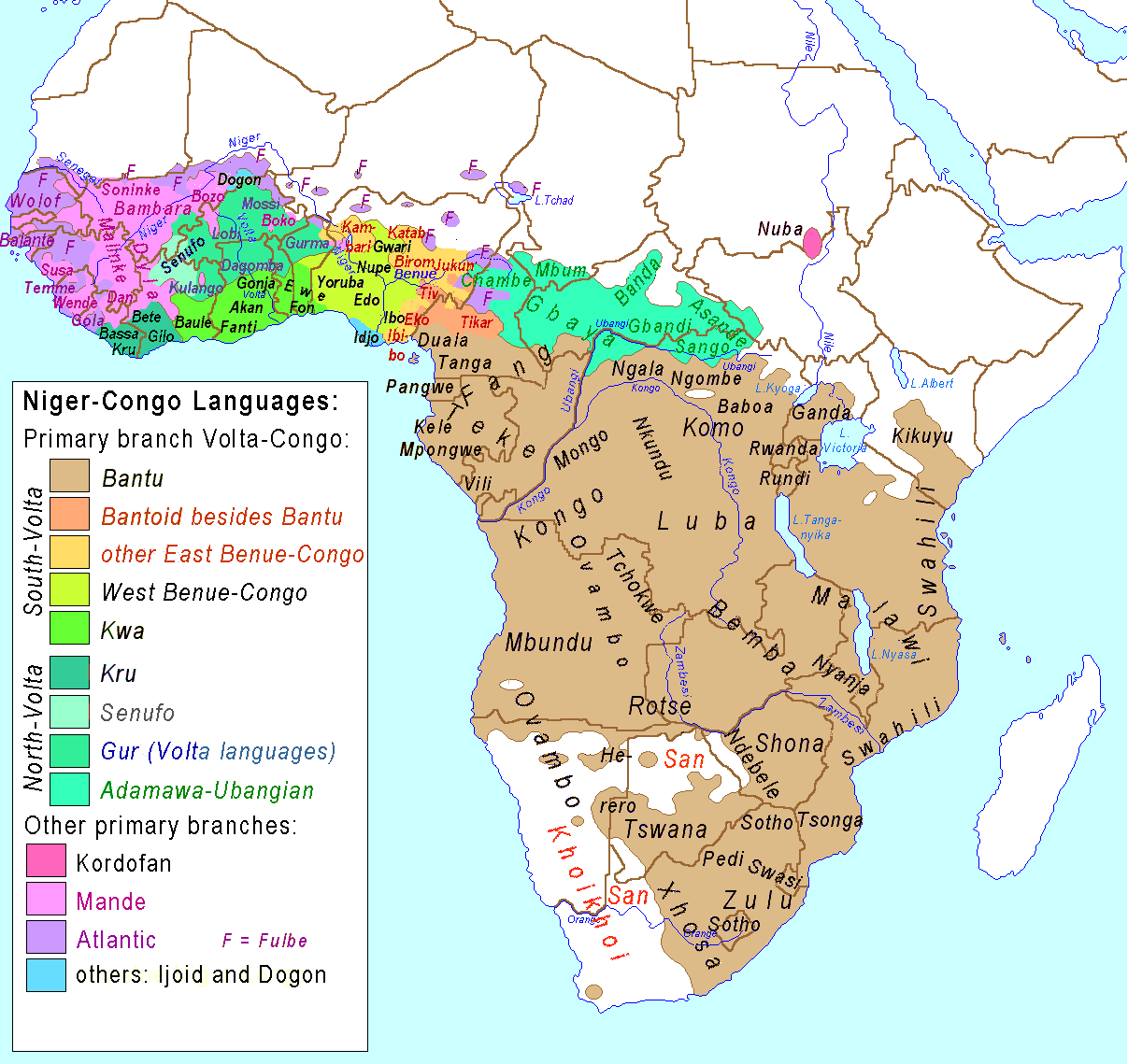
Mapa de distribución de idiomas del filo Níger-Congo

Son una familia de lenguas africanas no afroasiáticas, constituida por gran número y variedad de subgrupos, a la que pertenecen las lenguas del África central y meridional, a excepción de las lenguas joisanas, habladas por pueblos como los hotentotes y los bosquimanos. Las lenguas bantúes, globalmente consideradas proceden de un tronco común o protobantú. Tienen algunas características comunes, como el que sus palabras terminen siempre en vocal. Entre los grupos lingüísticos bantúes con mayor entidad destacan el zulú, el sotho, el suajili, el shona el sotho-tswana o el lingala.
El bantú es la familia lingüística predominante en África central, oriental y meridional. El resto del filo Níger-Congo, también conocido como Atlántico-Congo, prevalece en el África occidental subsahariana, pero tiene un área de distribución que representa entre un tercio a la mitad del área bantú. Debido a la masividad de su rama bantú, Níger-Congo es, es el filo lingüístico más grande de África, es decir, un grupo de idiomas relacionados que se considera más grande que una familia.

## Kiswahili
El swahili, también conocido por su nombre local kiswahili, es una lengua bantú hablada por el pueblo swahili, que se encuentra principalmente en Tanzania, Kenia y Mozambique (a lo largo de la costa oriental africana y las islas litorales adyacentes).
El suajili tiene un gran número de préstamos de otras lenguas, principalmente del árabe, así como del portugués, el inglés y el alemán. Alrededor del 15% del vocabulario swahili está formado por préstamos árabes, incluido el nombre de la lengua (سَوَاحِلي sawāḥilī, una forma adjetival plural de una palabra árabe que significa "de la costa"). Los préstamos datan de la época de los contactos entre los traficantes de esclavos árabes y los habitantes bantúes de la costa oriental de África, época en la que el swahili se convirtió en lengua franca en la región[8] Se calcula que el número de hablantes de swahili, ya sean nativos o de segunda lengua, supera los 200 millones.
Gracias a los esfuerzos concertados del gobierno de Tanzania, el swahili es una de las tres lenguas oficiales (las otras son el inglés y el francés) de los países de la Comunidad del África Oriental (CAO), a saber, Burundi, Kenia, Ruanda, Tanzania y Uganda. Es lengua franca de otras zonas de la región africana de los Grandes Lagos y de África Oriental y Meridional, como algunas partes de la República Democrática del Congo (RDC), Malawi, Mozambique, el extremo sur de Somalia y Zambia. El swahili es también una de las lenguas de trabajo de la Unión Africana y de la Comunidad para el Desarrollo del África Meridional. La Comunidad de África Oriental creó una institución llamada Comisión de Kiswahili de África Oriental (EAKC) que comenzó a funcionar en 2015. En la actualidad, la institución es el principal órgano de promoción de la lengua en la región de África Oriental, así como de coordinación de su desarrollo y uso para la integración regional y el desarrollo sostenible. En los últimos años, Sudáfrica, Botsuana, Namibia, Etiopía, y Sudán del Sur han comenzado a ofrecer el suajili como asignatura en las escuelas o han desarrollado planes para hacerlo.
El shikomor (o comorano), lengua oficial de las Comoras y hablada también en Mayotte (Shimaore), está estrechamente emparentada con el suajili.

## Historia

### Orígenes y expansión
Las lenguas bantúes derivan de la lengua reconstruida Proto-Bantú, que se estima que se hablaba hace unos 4.000 a 3.000 años en Occidental/Central África (la zona del actual Camerún). Se supone que se extendieron por África Central, Este y Sur. África en la llamada expansión bantú, una difusión comparativamente rápida que duró aproximadamente dos milenios y docenas de generaciones humanas durante el 1.er milenio a. C. y el 1.er milenio d. C.

### Expansión bantú

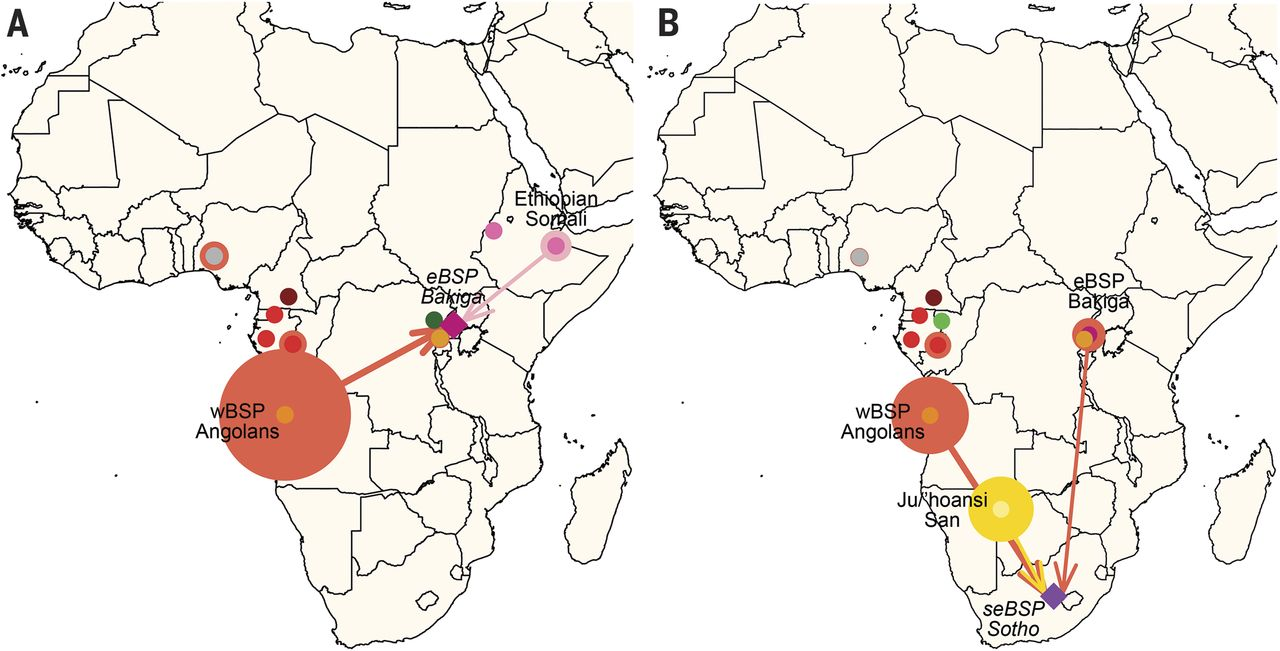
Reconstrucción de la dispersión de las poblaciones de habla bantú.

Científicos del Instituto Pasteur y el CNRS, junto con un amplio consorcio internacional, han trazado las rutas migratorias de las poblaciones bantúes, que hasta ahora eran fuente de debate. Los científicos utilizaron los datos de un amplio análisis genómico de más de 2.000 muestras tomadas de individuos de 57 poblaciones de todo el África subsahariana para rastrear la expansión bantú. Durante una oleada de expansión que comenzó hace entre 4.000 y 5.000 años, las poblaciones de habla bantú -unos 310 millones de personas en 2023- abandonaron gradualmente su patria original de África centro-occidental y viajaron a las regiones oriental y meridional del continente africano. 
Durante la expansión bantú, los pueblos de habla bantú extirparon y desplazaron a muchos habitantes anteriores, y sólo unos pocos pueblos modernos, como los grupos pigmeos en África Central, el pueblo Hadza en el norte de Tanzania, y varias poblaciones khoisan en el sur de África siguieron existiendo en la era del contacto europeo. Las pruebas arqueológicas atestiguan su presencia en zonas ocupadas posteriormente por hablantes de bantú. Los investigadores han demostrado que los khoisan del Kalahari son restos de una enorme población ancestral que pudo ser el grupo más poblado del planeta antes de la expansión bantú.  El bioquímico Stephan Schuster, de la Universidad Tecnológica de Nanyang, en Singapur, y sus colegas descubrieron que la población khoisan comenzó un drástico declive cuando los agricultores bantúes se extendieron por África hace 4.000 años.  La violencia y el racismo de los bantúes hacia las poblaciones indígenas pigmeas y khoisan siguen siendo frecuentes en la actualidad, según informes de la ONU.   

### Hipótesis de la expansión Bantú inicial

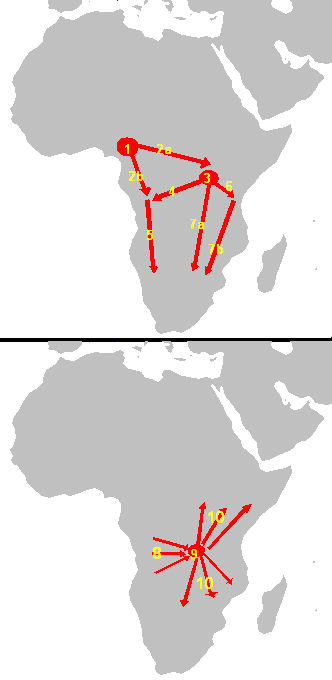
1 = 2000–1500 BC origin
2 = circa 1500 AdC primera dispersión
2.a = Bantú oriental, 2.b = Bantú occidental
3 = 1000–500 AdC núcleo Urewe de Bantú oriental
4–7 = avance hacia el sur
9 = 500 AdC–0 núcleo del Congo
10 = 0–1000 última fase

Antes de que la expansión bantú se hubiera trazado definitivamente a partir de sus orígenes en la región entre Camerún y Nigeria, se plantearon dos hipótesis principales sobre la expansión bantú: una expansión temprana hacia África Central y un único origen de la dispersión que irradiaba desde allí, o una separación temprana en una ola de dispersión hacia el este y otra hacia el sur, con una ola moviéndose a través de la cuenca del Congo hacia África oriental, y otra moviéndose hacia el sur a lo largo de la costa africana y el sistema del río Congo hacia Angola.
El análisis genético muestra una significativa variación agrupada de los rasgos genéticos entre los hablantes de lenguas bantúes por regiones, lo que sugiere una mezcla con poblaciones locales anteriores. Los hablantes bantúes de Sudáfrica (xhosa, venda) mostraron niveles sustanciales de los AAC bantúes de África occidental y SAK y niveles bajos del AAC bantú de África oriental (este último también está presente en hablantes bantúes de la República Democrática del Congo y Ruanda). Los resultados indican una migración distinta de los bantúes de África oriental hacia el sur de África y son coherentes con las pruebas lingüísticas y arqueológicas de la migración de los bantúes de África oriental desde una zona al oeste del lago Victoria y la incorporación de ascendencia khoekhoe en varias de las poblaciones bantúes del sureste hace ~1500 a 1000 años. 